# Тесное соседство
«Тесное соседство» (также: «В непосредственной близости»; англ. Close Quarters) — десятый роман британского писателя, лауреата Нобелевской премии по литературе Уильяма Голдинга, впервые опубликованный издательством Faber & Faber в 1987 году. Роман стал вторым в трилогии, начатой «Ритуалами плавания» и под заголовком «На край света: морская трилогия» опубликованной в 1991 году. Роман «Тесное соседство» выдержал (на конец 2010 года) шесть переизданий.

## Отзывы критики
Если первый роман трилогии описывал (согласно Бернарду Ф. Дику, World Literature Today) «путешествие в Австралию на корабле, символизировавшем Британию расцвета классового самосознания (ок. 1810 года)», то «Тесное соседство» — продолжение того же плавания — рассказывало о корабле, символизировавшем Британию уже на грани коллапса. Продолжение вызвало немало вопросов у критиков: так, рецензент Los Angeles Times Book Review Ричард Хоу (англ. Richard Hough) писал, что второй роман с трудом воспринимается вне контекста, сам же по себе — как минимум, озадачивает: «Это не аллегория и не фантазия, не приключенческая проза и даже не законченный роман, поскольку имеет начало и вроде бы середину, но конец — словно бы в неопределённом будущем».